# Matthiola longipetala
Espèce
Classification phylogénétique
Matthiola longipetala (synonymes Matthiola bicornis, Matthiola oxyceras, Mattiola longipetala), la Giroflée odorante, Giroflée à pétales longs, Matthiole ou Mattiole (en l’honneur de Pierandrea Mattioli), est une espèce de plante annuelle de la famille des Brassicacées originaire d’Eurasie. Elle est cultivée pour l’odeur agréable et intense qu’elle dégage le soir et pendant la nuit des mois d’été.

## Sous-espèces
Selon Tela Botanica :
- Matthiola longipetala subsp. bicornis
- Matthiola longipetala subsp. longipatela
- Matthiola longipetala subsp. viridis